# Лямкі
Лямкі (пол. Lamki) — село в Польщі, у гміні Острув-Велькопольський Островського повіту Великопольського воєводства.
Населення — 920 осіб (2011).

## Демографія
Демографічна структура станом на 31 березня 2011 року:
|          | Загалом | Допрацездатний вік | Працездатний вік | Постпрацездатний вік |
| -------- | ------- | ------------------ | ---------------- | -------------------- |
| Чоловіки | 455     | 102                | 314              | 39                   |
| Жінки    | 465     | 98                 | 285              | 82                   |
| Разом    | 920     | 200                | 599              | 121                  |